# Knut Stenborg
Knut Stenborg (ur. 25 marca 1890 w Hjo, zm. 10 października 1946 w Vänersborgu) – szwedzki lekkoatleta specjalizujący się w biegach sprinterskich, uczestnik igrzysk olimpijskich.
W 1908 roku Stenborg reprezentował Szwecję na letnich igrzyskach olimpijskich w Londynie, startując w trzech dyscyplinach. Na dystansach 100 i 200 metrów jego występ zakończył się w fazie eliminacyjnej, podobnie jak udział sztafety szwedzkiej (Stenborg biegł na trzeciej zmianie) na dystansie 200-200-400-800 metrów.
Cztery lata później, podczas V Letnich Igrzysk Olimpijskich w Sztokholmie, Stenborg wziął udział w trzech dyscyplinach. Na dystansie 200 metrów odpadł w fazie eliminacyjnej, zaś w biegu na 400 metrów - w fazie półfinałowej. W sztafecie 4 × 400 metrów, Stenborg biegł na ostatniej zmianie. Ekipa szwedzka odpadła w eliminacjach.
Rekordy życiowe:
- bieg na 100 metrów – 11,2 (1907)
- bieg na 200 metrów – 22,8 (1912)
- bieg na 400 metrów – 50,5 (1912)